# Pseudagrion chloroceps
Pseudagrion chloroceps – gatunek ważki z rodziny łątkowatych (Coenagrionidae).